# Marijn Klaver
Marijn Klaver (Purmerend, 15 mei 1980) is een Nederlands acteur.
Klaver is in 2003 afgestudeerd aan de Academie voor Theater en Dans in Amsterdam. Hij was actief bij verschillende toneelgezelschappen, zoals Ulrike Quade Compagny, Matzer theaterproducties, Het Nationale Toneel en Toneelgroep Amsterdam. In 2016 had hij een rol in de musical Soldaat van Oranje. In 2006 speelde hij in het theater het toneelstuk Pluk redt de dieren. Ook speelde hij diverse rollen in films en televisieseries zoals Smeris, Toon en De vloer op. Klaver is ook regelmatig in kinderprogramma Het Klokhuis te zien.

## Filmografie

### Film
- 2003: 15.35: Spoor 1, als Benjamin
- 2009: Suske en Wiske: De Texas Rakkers, als Suske (Nederlandse stem)
- 2012: Het bombardement, als Boer
- 2015: UrWald, als Sylvan
- 2016: Rokjesdag, als Cursist in Wildlands
- 2016: Prooi, als Zoon Hobbyjager
- 2020: De Club van Sinterklaas & Het Grote Pietenfeest, als Smoezel
- 2022: Bon Bini Holland 3, als purser

### Televisie
- 1999: Blauw blauw, als Ratje (1 afl.)
- 2002: Ernstige Delicten, als Yuri Verlaat (3 afl.)
- 2003: Wet & Waan, als Jesse Voorn (1 afl.)
- 2004-2006: De Afdeling, als Bennie (21 afl.)
- 2005: Daar Vliegende Panters 2, (1 afl.)
- 2006: Grijpstra & De Gier, als Kevin Verwoerd (1 afl.)
- 2006: Bij Sinterklaas, als Vergeetpiet en Sportpiet (1 afl.)
- 2008: Moes, als Jacco (miniserie)
- 2009: XMIX, als Ruiter (1 afl.)
- 2011: Flikken Maastricht, als Krein Dalebout (1 afl.)
- 2012: De Vier van Westwijk, als Jan Spijker (8 afl.)
- 2013: Moordvrouw, als Jurrien Streefland (1 afl.)
- 2016: De Maatschap, als televisiejournalist (miniserie, 4 afl.)
- 2016: Weemoedt, als Richard (1 afl.)
- 2016: Nieuwe buren, als Medewerker huis-aan-huisblad (1 afl.)
- 2016-2017: Toon, als Ab (10 afl.)
- 2019: De regels van Floor, als Maurits
- 2020: Smeris, als Sjors Tromp (2 afl.)
- 2020: Dit zijn wij, als Edo (1 afl.)
- 2021: Flikken Maastricht, als Boudewijn Engel (1 afl. S15E8)
- 2021: Dertigers, als gerechtsdeurwaarder (1 afl.)
- 2021: Maud & Babs, als witgoedverkoper (1 afl.)
- 2021: Bonnie & Clyde (1 afl.)
- 2023: Eén grote familie, als Koos

## Theater
- 2005: Witte Nachten
- 2006: Pluk redt de dieren
- 2009: De Manke
- 2011: De eenzaamheid van de priemgetallen
- 2016: Soldaat van Oranje
- 2018: Mahler & Kokoschka (tekst Hannah van Wieringen. Ulrike Quade Company en Bellevue Lunchtheater)
- 2019: Casablanca (Bos Theaterproducties, tekst Jibbe Willems)